# Pago de Tharsys
Pago de Tharsys es una bodega familiar en forma de pago perteneciente a la Denominación de Origen (DO) Utiel-Requena, y fue fundada sobre una antigua bodega de 1808. Dirigida por Vicente García, enólogo que en su momento fue impulsor de que se reconociera al término municipal de Requena dentro del marco geográfico de la denominación del cava. Así pues, los vinos alcanzan la Denominación de Vinos de Pago y los cavas se acogen a la denominación D.O. Cava.

## Uvas
Las principales uvas que se emplean para la elaboración de vinos y cavas son:
Merlot, Cabernet Franc, Bobal (variedad autóctona), Albariño, Tempranillo, Godello y Bronx.
Como curiosidades en el aspecto técnico, destaca la elaboración de un vino con la variedad Albariño en Requena (Valencia), realizando una vendimia nocturna, ya que las uvas se recolectan por la noche y se conservan en nieve carbónica para emular el ambiente propio de Galicia. Otro ejemplo es la elaboración de un cava al modo francés de Blanc de Noirs, es decir, un cava blanco procedente de la uva tinta.

## Reconocimientos
En el año 2005, uno de sus cavas, Pago de Tharsys Brut Nature fue elegido Mejor Cava de España por el Enoforum, en Madrid.